# Diócesis de Nnewi
La diócesis de Nnewi (en latín: Dioecesis Nneviensis y en inglés: Roman Catholic Diocese of Nnewi) es una circunscripción eclesiástica de la Iglesia católica en Nigeria. Se trata de una diócesis latina, sufragánea de la arquidiócesis de Onitsha. Desde el 9 de noviembre de 2021 su obispo es Jonas Benson Okoye.

## Territorio y organización

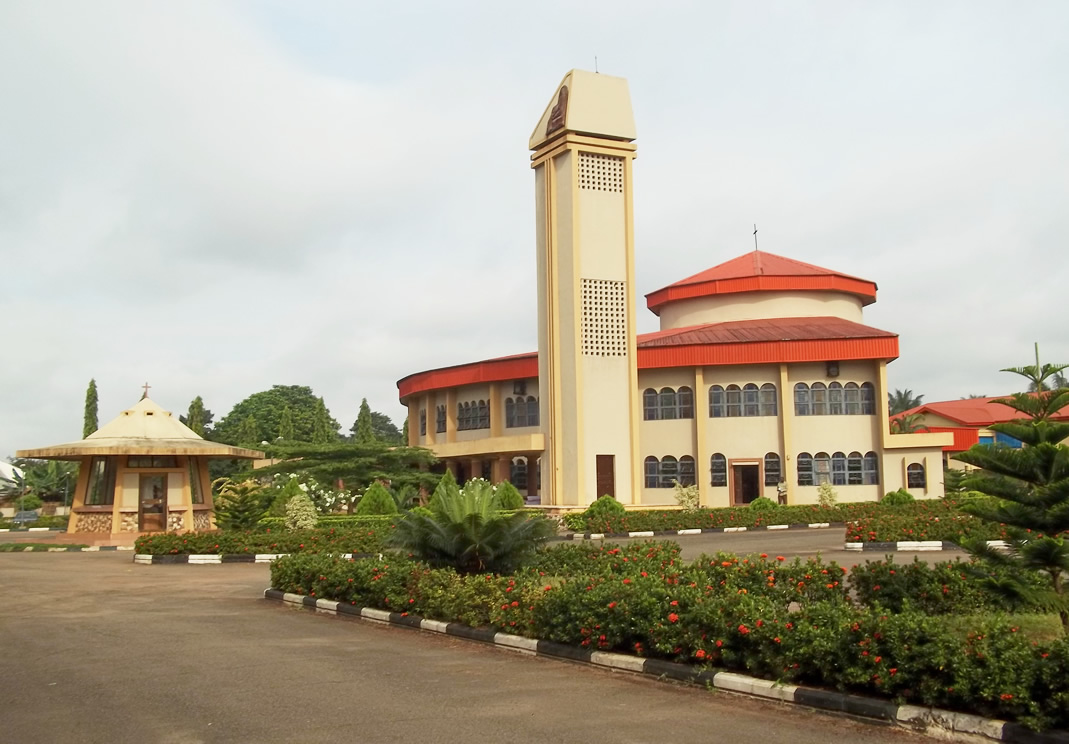
Iglesia de San Cleto, en Nnewi

La diócesis tiene 1160 km² y extiende su jurisdicción sobre los fieles católicos de rito latino residentes en parte del estado de Anambra en las áreas de gobierno local de: Nnewi North, Nnewi South, Ekwusigo e Ihiala (excepto la región de Uli).
La sede de la diócesis se encuentra en la ciudad de Nnewi, en donde se halla la Catedral de Nuestra Señora de la Asunción.
En 2021 en la diócesis existían 115 parroquias.

## Historia
La diócesis fue erigida el 9 de noviembre de 2001 con la bula Ministerium apostolicum del papa Juan Pablo II, obteniendo el territorio de la arquidiócesis de Onitsha.
El 6 de agosto de 2017 un atentado terrorista contra la iglesia de San Felipe de Ozubulu provocó una decena de muertos y numerosos heridos.

## Estadísticas
Según el Anuario Pontificio 2022 la diócesis tenía a fines de 2021 un total de 575 500 fieles bautizados.
| Año                                                                             | Población            | Población | Población      | Sacerdotes | Sacerdotes    | Sacerdotes    | Bautizados por sacerdote | Diáconos permanentes | Religiosos | Religiosos | Parroquias |
| Año                                                                             | Bautizados católicos | Total     | % de católicos | Total      | Clero secular | Clero regular | Bautizados por sacerdote | Diáconos permanentes | Varones    | Mujeres    | Parroquias |
| ------------------------------------------------------------------------------- | -------------------- | --------- | -------------- | ---------- | ------------- | ------------- | ------------------------ | -------------------- | ---------- | ---------- | ---------- |
| 2001                                                                            | 312 360              | 614 822   | 50.8           | 77         | 64            | 13            | 4056                     |                      | 13         |            | 46         |
| 2002                                                                            | 438 905              | 658 358   | 66.7           | 177        | 158           | 19            | 2479                     |                      | 39         | 104        | 47         |
| 2003                                                                            | 447 075              | 674 816   | 66.3           | 152        | 134           | 18            | 2941                     |                      | 37         | 101        | 47         |
| 2004                                                                            | 458 302              | 687 453   | 66.7           | 162        | 144           | 18            | 2829                     |                      | 38         | 105        | 51         |
| 2013                                                                            | 536 505              | 818 578   | 65.5           | 205        | 169           | 36            | 2617                     |                      | 251        | 183        | 92         |
| 2016                                                                            | 560 398              | 880 675   | 63.6           | 228        | 188           | 40            | 2457                     |                      | 334        | 146        | 99         |
| 2019                                                                            | 576 280              | 964 230   | 59.8           | 261        | 228           | 33            | 2207                     |                      | 405        | 182        | 102        |
| 2021                                                                            | 575 500              | 1 021 000 | 56.4           | 293        | 265           | 28            | 1964                     |                      | 354        | 146        | 115        |
| Fuente: Catholic-Hierarchy, que a su vez toma los datos del Anuario Pontificio. |                      |           |                |            |               |               |                          |                      |            |            |            |

## Episcopologio
- Hilary Paul Odili Okeke (9 de noviembre de 2001-9 de noviembre de 2021 renunció)
- Jonas Benson Okoye, desde el 9 de noviembre de 2021